# Bradya limicola
Bradya limicola är en kräftdjursart som beskrevs av Herrick 1884. Bradya limicola ingår i släktet Bradya och familjen Ectinosomatidae. Inga underarter finns listade i Catalogue of Life.